# 譚競嫦
譚競嫦（英語：Sharon Kang Hom，1951年5月20日—），法學家，中國人權執行主任、紐約城市大學法學院榮譽退休教授及紐約大學法學院客席教授，指導伯恩斯坦人權研究所的中國和國際人權研究計劃。

## 生平
譚競嫦於香港出生， 於莎拉勞倫斯學院取得本科文學士學位，隨後獲得《根-蒂爾登-克恩獎學金》於美國紐約大學法學院攻讀法律博士學位 
譚於紐約市立大學的法學院講授法律逾十八年。
- 到1988年期間她曾為傅爾布萊特計畫學家身份到訪中國，於『美國-中國法律培訓和法律交流的倡議』[譯註 4]有逾十六年經驗。
- 1980年代和1990年代的十四年間，她亦曾於中國八所法學院中培訓法官、律師和法律教師。1999年出版回憶錄【中國婦女的僑居經歷：回憶錄、散文和詩歌。】[譯註 5]
- 1990年至2000年間，在『美國－中國，中國法律教育交流委員會』[譯註 6]【CLEEC】擔任委員亦同為位於清華大學臨床法律教育工作坊項目科程總監[5]
- 2000年她在洛克菲勒基金會位於意大利的貝拉焦中心留學。
- 譚亦領導中國人權的人權和媒體呼籲工作，以及與非政府組織、各國政府和多方利益相關者倡議組織的策略性政策合作。
- 2007年，被《華爾街日報》評為【50名令人矚目的女性】之一。

譚曾参與無數非政府组織, 企業, 多方和雙邊的磋商和講習班。她多次代表『中國人權』在國際政策制定者如美國眾議院外交事務委員會，歐洲議會及無數有關人權的重大國際會議中演講及於中國非政府組織中，如卡内基國際和平基金會 和世界新聞自由委員會前作證。
譚從1995年至今於人權觀察/亞洲諮詢委員會 以及從1998年至今於紐約市律師公會，亞洲事務委員會中擔任委員。

## 出版物
譚的研究和出版物的主要環繞中國法律改革，中國貿易和商業社會責任以及國際人權。
- 合約法律 (1996年，2000年)
- English-Chinese Lexicon of Women and Law (Yinghan funu yu falu cihuishiyi) (UNESCO, 1995)（页面存档备份，存于）
- Chinese Women Traversing Diaspora: Memoirs, Essays, and Poetry (1999)（页面存档备份，存于）
- “China and the WTO: Year One”, China Rights Forum, 2003, No. 1
- Challenging China: Struggle and Home in an Era of Change (2007)（页面存档备份，存于）
- The Promise of a People's Olympics,” China's Great Leap: The Beijing Games and Olympian Human Rights Challenges (2008), (Minky Worden, ed.)（页面存档备份，存于）
- "Advancing women's international human rights in China," Gender Equality, Citizenship and Human Rights: Controversies and challenges in China and the Nordic countries (2010),(Pauline Stoltz, Marina Svensson, Sun Zhongxin, Qi Wang eds.)（页面存档备份，存于）
- “Claiming Women’s Rights in China,” The Unfinished Revolution: Voices from the Global Fight for Women’s Rights (2012), (Minky Worden, ed.)（页面存档备份，存于）

## 見證和演講
- 美國國會的執行委員會在中國：15年之後天安門：民主在我國的未來?, 2004年六月

- 美國眾議院國際關係委員會: 中國互聯網：一個工具，對於自由或抑制? 2006年二月
- 美國眾議院國際關係委員會:《監測對人權的尊重世界各地：一個審查國的人權報告》，2005年，2006年三月
- 美國委員會國際宗教自由：許多面臨國的壓迫：人權、宗教自由、和美國的外交在中國, 2007年一月
- 世界新聞自由委員會 之後，2008年奧運會是在中國，下一步是什麼對新聞自由?, 從"挑戰和機遇的新媒體對新聞自由" 2007年二月
- 歐洲議會人權小組委員會: 聽證會上人權在中國的奧運會, 2007年十一月
- 美國國會的執行委員會對2008年奧運會對中國，在中國人權和法治的影響, 2008年二月